# Fortuna Odense Volley
Fortuna Odense Volley est un club danois de volley-ball fondé en 1973 et basé à Odense, évoluant pour la saison 2019-2020 en Volleyligaen Damer.

## Palmarès
- Championnat du Danemark
  - Vainqueur : 1992, 2006, 2007, 2008, 2010.
  - Finaliste : 1990, 1993, 1994, 1995, 2009.
- Coupe du Danemark
  - Vainqueur : 1991, 1995, 2005, 2006, 2007, 2009, 2010, 2011.
  - Finaliste : 1992, 1993, 1994, 2008.

## Effectifs

### Saison 2019-2020
| No                                                                             | Nom                                                                            | Date de naissance                                                              | Taille                         | Poids                          | Poste                          |
| ------------------------------------------------------------------------------ | ------------------------------------------------------------------------------ | ------------------------------------------------------------------------------ | ------------------------------ | ------------------------------ | ------------------------------ |
| 2                                                                              | Sif Holme Barkler                                                              | 4 juillet 2001                                                                 | 167                            | 55                             | Libero                         |
| 3                                                                              | Agnes Mellmølle                                                                | 25 octobre 2002                                                                | 171                            | 60                             | Réceptionneuse-attaquante      |
| 4                                                                              | Clara Windeleff                                                                | 3 février 2002                                                                 | 185                            | 60                             | Passeuse                       |
| 5                                                                              | Tereza Faitová                                                                 | 25 septembre 1996                                                              | 178                            |                                | Centrale                       |
| 6                                                                              | Thea Skafte Böttcher                                                           | 15 février 1996                                                                | 174                            |                                | Réceptionneuse-attaquante      |
| 7                                                                              | Astrid Mellmølle                                                               | 26 août 2000                                                                   | 179                            | 65                             | Réceptionneuse-attaquante      |
| 8                                                                              | Emma Spile Nielsen                                                             | 2 juillet 2000                                                                 | 178                            | 65                             | Réceptionneuse-attaquante      |
| 9                                                                              | Alisa Hila                                                                     | 1er juin 2001                                                                  | 175                            |                                | Réceptionneuse-attaquante      |
| 10                                                                             | Annline Rigmor Gram                                                            | 7 octobre 2001                                                                 | 177                            | 58                             | Centrale                       |
| 11                                                                             | Laura Müller                                                                   | 4 février 1994                                                                 | 172                            |                                | Libero                         |
| 16                                                                             | Anna Hauge                                                                     | 12 avril 2003                                                                  | 171                            |                                | Réceptionneuse-attaquante      |
| 18                                                                             | Sofie Darling Jensen                                                           | 7 août 1999                                                                    | 181                            | 61                             | Centrale                       |
|                                                                                |                                                                                |                                                                                |                                |                                |                                |
| Encadrement technique                                                          | Encadrement technique                                                          |                                                                                | Légende                        | Légende                        | Légende                        |
| Entraîneur : Britt Hofstedt Hansen                                             | Entraîneur : Britt Hofstedt Hansen                                             | Entraîneur : Britt Hofstedt Hansen                                             | : Capitaine                    | : Capitaine                    | : Capitaine                    |
| Entraîneur(s) adjoint(s) : Mikael Hauge Entraîneur(s) adjoint(s) : Lotte Hauge | Entraîneur(s) adjoint(s) : Mikael Hauge Entraîneur(s) adjoint(s) : Lotte Hauge | Entraîneur(s) adjoint(s) : Mikael Hauge Entraîneur(s) adjoint(s) : Lotte Hauge | : Joueuse blessée actuellement | : Joueuse blessée actuellement | : Joueuse blessée actuellement |